# 治茆山
治茆山，是台灣玉山山脈最北端的高山，海拔2909.058公尺，山頂有一等三角點花崗石基石，為玉山一等三角網北邊的頂點。與其西南鄰之治茆山南峰，合稱治茆雙峰，位於南投縣信義鄉雙龍村，於台中、南投地區，可遠眺之。名列台灣百名山，編號45。中級山，排名第7。有些官方地圖誤標為治苑山（有外文誤翻為 Zhiyuan, Chih-yüan, Jhihyuan, Zhiwan 等）。

## 形勢
治茆山南側連接同屬玉山山脈的巒大山、郡大山；北臨濁水溪上游，隔溪與雪山山脈南端水社大山與日月潭對望；東南側為濁水溪上游南側左股支流郡大溪，隔溪與中央山脈的支脈東郡山列東巒大山對望；東北側隔著濁水溪上游南側左股支流丹大溪與卡社溪與中央山脈的支脈干卓萬山塊卓社大山對望。攀登治茆山，一般可由台16線濁水溪上游南畔的布農族雙龍部落，經由雙龍林道，上切人倫林道的後段，抵達治茆山與巒大山之間的鞍部（人倫停機坪），可由此逆行人倫林道經巒安堂攀登巒大山，也可由停機坪轉往北，順登治茆山；另外也可由台16線濁水溪上游的黑黑谷往南直登治茆山北峰稜線。

## 山名
治茆山西北方約5.5公里處的山腳為布農族在濁水溪上游左岸的「迪巴恩」部落（自日治後布農語有另稱，但疑為日语： ishi-ngan的轉譯），清治時以「治卯」、「治茆」的台語轉譯，今漢名「雙龍部落」，部落背後以此山為依托。當地的基督教會稱為「台灣基督長老教會迪巴恩教會（Presbyterian Church in Taiwan Di Baen Church） （页面存档备份，存于）」。先祖原本世居在治茆山東麓、東郡大山北麓、丹大溪、巒大溪、郡大溪、濁水溪上游流域等地深山區域的布農族人，先因原居集集的族人受漢人壓迫、後因1930年代被強制集團移住而遷移到現址。部落名布農語有農作物生生不息、源源不絕的意思，為在深山原居地巒社群的舊社名移植過來，原本位在治茆山東側約7公里處的東麓、郡大溪匯入丹大溪的匯流口南側、郡大溪對岸帖巴甕山（亦為的漢語音轉）的高台上。集團移住將原氏族同盟打散至遠方，又讓敵對部落混居。現部落中族人氏族親人有分散遠到花蓮，混居有卡社群、丹社群、巒社群等族人。
清治時1871年《台灣府輿圖纂要》即有埔里社更外野番正南方有「治卯社」的記載；1878年《全台前後山輿圖》、1879年《台灣輿圖並說》、同時期《濁水溪上游聚落與道路手繪地圖》在巒大山（巒大山尖、鑾大社前大山尖）、棹棍大山附近，濁水溪上游的左股支流比丹柳蘭溪（陳有蘭溪台語音）更往上游兩條溪（可能為卓棍溪或丹大溪）匯流處有標記「外治卯社」、「治卯社」；:84日治地圖1897年、1899年附近標有「治卯社」、「內治卯社」、「外治卯社」、「知卯社」；從1907年、1924、1934、1939年《三十萬分一台灣全圖》（第一、三、五版）、之後一直到後來遠東美軍製圖局 (USAMS, Far East Command) 測繪以及《聯勤版地形圖》（俗稱《老五萬》），此山都標示為「治茆山」（《老五萬》標示英文「Chih-mao Shan」）；但1985年之後《經建版地形圖》和國土測繪中心 (NLSC) 地圖改標示為「治苑山」；:0而國土測繪中心的地籍段籍圖在此山的四方分別標為「治卯東、西、南、北段」，2023年的國土測繪圖資標示為「治茆山」。:0